# Alan Fitch
Alan Fitch (n. 10 martie 1915 – d. 7 august 1985) este un om politic britanic, membru al Parlamentului European în perioada 1973-1979 din partea Marii Britanii. 
1. 1 2 3 4 5 6 7 8  Hansard 1803–2005
2. ↑   http://www.assembly.coe.int/nw/xml/AssemblyList/MP-Details-EN.asp?MemberID=1224 Lipsește sau este vid: |title= (ajutor)